# Кодола, Александр Михайлович
Александр Михаилович Кодола (укр. Олександр Михайлович Кодола; род. 17 февраля 1982, Чернигов, Черниговская область, Украинская ССР, СССР) — Украинский политик 

## Образование
В 2001 году закончил Черниговский радио-механический техникум. В 2007 году закончил Черниговский государственный технологический университет. В 2017 году получил степень кандидата экономических наук, защитив диссертацию по специальности «Экономика и управление национальным хозяйством». В 2020 году окончил Национальную академию государственного управления при Президенте Украины. В 2020 году получил диплом доктора философии по парламентаризму.

## Трудовая деятельность
В 2001 году начал работать помощником печатника в ООО «Зірка», г. Чернигов. В 2002 году работал учеником наладчика автоматических линий и агрегатных станков механосборочного корпуса АО «Чернігівавтодеталь». 2002—2003 годы — мастер службы энергетика в кузнечном цехе АО «Чернігівавтодеталь». 2003—2006 годы — инженер по организации и нормированию труда инструментального цеха АО «Чернігівавтодеталь». 2006—2007 годы — инженер по организации и нормированию труда II категории отдела труда и заработной платы ООО «Складальний завод — Чернігівавтодеталь». 2008—2011 годы — заместитель главного энергетика ООО «Житло-Буд», г. Киев. 2012 год — помощник-консультант народного депутата Украины. В 2014 году был избран на должность первого заместителя главы Черниговского областного совета. С 27 ноября 2014 по 29 августа 2019 – народный депутат Украины VIII-го созыва (одномандатный мажоритарный избирательный округ №209). Заместитель председателя Комитета Верховной Рады Украины по строительству, градостроительству и жилищно-коммунальному хозяйству. С января 2020 года работал коммерческим директором ООО "Житлосервіс". 25 октября 2020 на местных выборах избран городским головой г. Нежин с результатом 38,11%.

## Политическая и общественная деятельность
2007—2009 годы — председатель Черниговской областной общественной организации ВМОО «Батьківщина молода». 2009—2010 годы — первый заместитель председателя Черниговской областной партийной организации ВО «Батьківщина». 2009—2018 годы — председатель Правления Черниговской областной организации "Центр политических студий и аналитики. 2010—2014 годы — председатель Черниговской областной партийной организации ВО «Батьківщина». Возглавлял 20-тысячную областную организацию ВО «Батьківщина». Дважды был избран главой организации на партийных конференциях. Был молодым руководителем областной партийной организации ВО «Батьківщина» в Украине. 2014—2019 годы — председатель Черниговской областной организации Политической партии «Народний Фронт».
С 2020 года – председатель Черниговской областной партийной организации "За майбутнє".

## Работа в органах местного самоуправления
В 2006 году избран депутатом Деснянского районного в г. Чернигове совета V созыва (2006—2010 гг.). В 2010 году избран депутатом Черниговского областного совета VI созыва. 2010—2014 годы — председатель фракции ВО «Батьківщина» в Черниговском областном совете. 2014 год — 1-й заместитель председателя Черниговского областного совета.